# Olavtoppen
Olavtoppen is een slapende schildvulkaan op het sub-Antarctische eiland Bouvet dat tot Noorwegen behoort. Zowat het gehele eiland bestaat uit de vulkaan die bedekt is met een permanente ijslaag. De top van de vulkaan Olavtoppen is 780 meter hoog.